# Jan Meyer (Schauspieler)
Jan Meyer (* 1937) ist ein ehemaliger deutscher Schauspieler.

## Leben
Jan Meyer wirkte als Schauspieler vor der Kamera von 1965 bis zum Jahr 2000 in mehr als 20 Film-und-Fernsehproduktionen mit. Er war dabei oftmals in Nebenrollen besetzt.
Einem breiten Publikum bekannt wurde er vor allem durch seine Rolle des Kriminalhauptmeisters Löwinger in der ZDF-Krimiserie Der Alte. Dort war er von 1983 bis 1986 in unregelmäßigen Abständen in zehn Folgen dabei.
Seit Anfang der 2000er-Jahre ist Meyer nicht mehr als Schauspieler tätig.

## Filmografie (Auswahl)
- 1973: Die Reise nach Wien
- 1982: Ehen vor Gericht (Fernsehserie, 1 Folge)
- 1983–1986: Der Alte (Fernsehserie, 10 Folgen)
- 1987: Gambit
- 1993: Tatort: Gefährliche Freundschaft
- 1994: Der Fahnder (Fernsehserie, 1 Folge)
- 1994: Die Gerichtsreporterin (Fernsehserie)
- 1997: Gegen den Wind (Fernsehserie, 1 Folge)
- 2000: SOKO München (Fernsehserie, 1 Folge)

## Hörspiele (Auswahl)
- 1966: Georges Simenon: Der Mann mit dem kleinen Hund – Regie: Peterpaul Schulz (Hörspielbearbeitung – SWF/HR/SR)
- 1967: Jeremi Przybora: Der Heiligenschein – Regie: Hans Gerd Krogmann (Hörspiel – SWF)
- 1984: Yaak Karsunke: Henker der Revolution  (Dr. Guillotin) – Regie: Roland Gall (Hörspiel – WDR)

Quelle: ARD-Hörspieldatenbank